# Caradosso

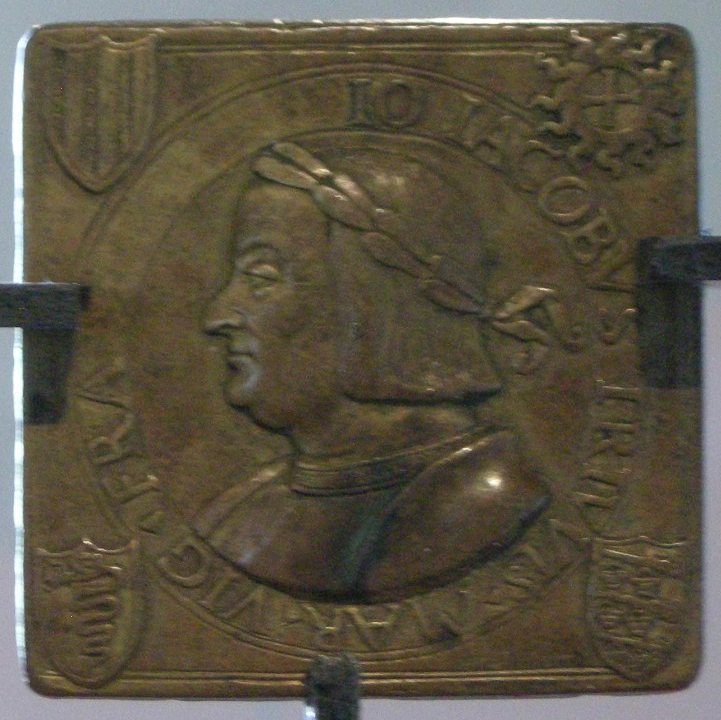
Il Caradosso (attr.), medaglia di Gian Giacomo Trivulzio

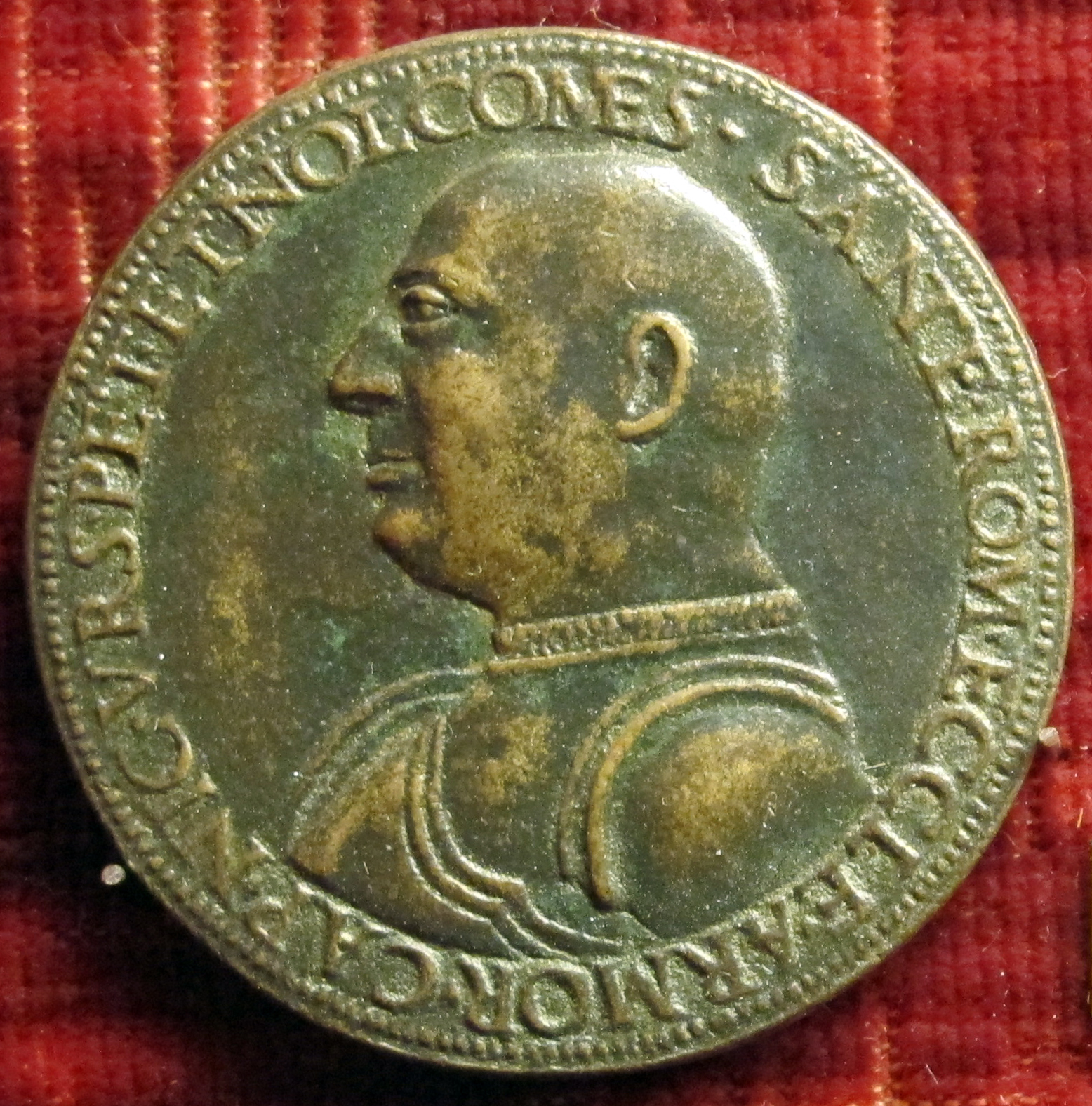
Caradosso, medaglia di Niccolò Orsini, recto.

Il Caradosso, pseudonimo di Cristoforo di Giovanni Matteo Foppa (Mondonico, 1452 circa – Roma, 1527 circa), è stato un orafo, scultore e medaglista italiano.

## Biografia
Figlio dell'orafo Gian Matteo Foppa, assunse il nome del paese natio.
Dopo aver lavorato a Roma dal 1477, nel 1480 entrò a servizio degli Sforza di Milano e consulente per la Fabbrica del Duomo, acquistando grandissima fama. I contemporanei lo celebrarono per il calamaio cesellato nel 1505 per lo studiolo di Isabella d'Este.
Quell'anno tornò a Roma, dove entrò a servizio della corte papale lavorando per Giulio II, Leone X e Clemente VII. Qui conobbe Benvenuto Cellini, che sia nella Vita che nel Trattato di Oreficeria lo lodò come il migliore medaglista della sua epoca.

## Opere
Tra le molte "minuterie" che eseguì oggi sono note solo alcune medaglie, di grande accuratezza tecnica e con una plasticità robusta permeata di classicismo. Si conoscono varie opere in bronzo sparse in vari musei, dal Castello Sforzesco di Milano al Bargello di Firenze.
Durante il suo primo soggiorno romano realizzò le portelle in bronzo del reliquiario delle catene di San Pietro.
Per Isabella d'Este realizzò un vaso formato da una cinquantina di pezzi di cristallo intagliato e un calamaio di argento decorato con importanti bassorilievi a sfondo mitico, quali Ratto di Ganimede, Ercole e Caco, Ercole e il leone Nemeo.